# Metody traktowania materiałów gemmologicznych
Metody traktowania (poprawiania) materiałów gemmologicznych
Celem poprawiania jest zauważalne polepszenie walorów estetycznych poprawianego materiału przez wpływanie na jego konstytucyjne własności, jak barwę, przezroczystość, spoistość, stopień krystaliczności lub przez maskowanie czy usuwanie jego naturalnych niedoskonałości np. otwartych inkluzji, niektórych wtrąceń, rys, łupliwości, pęknięć, ubytków powstałych w czasie eksploatacji obiektu gemmologicznego (np. wyruszeń).

## Wyróżnia się traktowanie (poprawianie)
- pasywne – obejmujące metody nie działające modyfikująco na materię obiektu gemmologicznego,
  - barwienie pasywne – powlekanie powierzchni barwnikiem (barwienie powierzchniowe) lub nasycanie barwnikiem jego wnętrza (barwienie wgłębne). Stosuje się tu różne kąpiele barwiące lub napełnia przestrzenie otwarte substancją barwiącą. Procesy te przebiegają bez reakcji chemicznej z materią obiektu barwionego. Zadaniem kąpieli jest: wzmocnienie barwy lub wytworzenie nowej; zabiegi takie stosuje się względem materiałów porowatych (turkus, lapis-lazuli, agat, chalcedon). W tym celu stosuje się nasączanie barwnymi olejami lub barwnymi substancjami polimeryzującymi.
  - konsolidację – impregnacja substancją wiążącą np. plastikiem, żywicą; sprasowanie mniejszych okruchów w większą bryłę jednolitego materiału. Proces ten przeważnie jest prowadzony w warunkach podwyższonej temperatury.
  - maskowanie i zabliźnianie defektów, uszkodzeń i niedostatków obiektów gemmologicznych przez wypełnianie ich tworzywami ceramicznymi lub szkłem np. pęknięć, szczelinek łupliwości, otwartych inkluzji fluidalnych, uszkodzeń mechanicznych.
- aktywne – obejmujące metody działające modyfikująco na materię obiektu gemmologicznego,
  - obróbka termiczna - może odbywać się w różnych zakresach temperatury, w atmosferze utleniającej, w atmosferze obojętnej lub atmosferze redukcyjnej,. Wytworzony produkt może zachować trwale lub nietrwale nabyte prażeniem właściwości np. barwę, przezroczystość.
  - napromieniowanie – polega na naświetlaniu promieniowaniem rentgenowskim α, β, γ, neutronowym, protonowym, elektronowym, lub wiązką światła laserowego.
  - obróbka chemiczna – polega na reakcji chemicznej materii obiektu gemmologicznego z oddziałującymi na niego substancjami chemicznymi; prowadzi to do trwałej zmiany niektórych własności obiektu gemmologicznego np. barwy, (zasięg wgłębny takiej zmiany bywa różny).
  - obróbka kombinowana – polega na stosowaniu kilku następujących po sobie metod traktowania użytych w określonym porządku i określonych warunkach progowych np. napromieniowanie + ogrzewanie, obróbka chemiczna + ogrzewanie.